# رفیق بن عمر
رفیق بن عمر (انگلیسی: Rafik Ben Amor؛ زادهٔ ۱۸ نوامبر ۱۹۵۲) بازیکن والیبال اهل تونس بود.